# アーミッシュ (企業)
株式会社アーミッシュ（A-MISH co.,ltd）は、かつて存在した日本のアパレル関連企業。ゴスロリブランドであるALGONQUINS（アルゴンキン）を展開していた。

## 概要
1987年10月に東京都渋谷区にて設立。ゴスロリブランドであるALGONQUINS（アルゴンキン）やALGONQUINS ADDICTION （アルゴンキン アディクション）を展開し、若年層雑誌への掲載や、人気ビジュアル系バンドが衣装として着用するなどして人気を集め、高い知名度を有していた。その後はラフォーレ原宿などの全国のファッションビルなどに直営店やFC店を展開し、直営店以外にも正規販売店契約を締結した店舗でも販売し、最盛期には約20店舗を展開していた。
売上高は2007年7月期で15億6329万円をあげていたが、その後は同業者との競争やビジュアル系ブームが下火となったことや、ファストファッションの台頭などから経営が悪化。そのため、店舗の閉鎖を実施すると同時に、中高生向けブランドを展開したり、本社と同居していた八王子アトリエやインターネット通販による販売を強化して経営改善を図ろうとしたが改善されず、2018年7月期の売上は約4億5000万円にまで減少した他、2016年7月期以降は3期連続で赤字が続いていた。このため、2017年6月には渋谷区にあった本店を売却し、本社所在地を東京都八王子市へ移転。2018年6月には本店所在地を本社と同一の八王子市から大阪市淀川区へ移転。2019年1月20日に最後の直営店であった梅田EST店が閉店し、同年2月28日にはインターネット通販サイトがメンテナンスを理由に休業した。
アーミッシュは、インターネット通販サイト閉鎖の翌日である2019年3月1日に、東京地方裁判所から破産手続開始決定を受けた。ALGONQUINSの権利は破産管財人から、同年7月にアーミッシュ元社員数人によって設立され、東京都羽村市に本社を置くAlq Japan合同会社へ譲渡された。ALGONQUINSは2020年7月からAlq Japanによって再展開されている。
アーミッシュは2019年7月11日に法人格が消滅した。

## 店舗
以前は直営店を展開していたが、2019年1月までに全店舗が閉店。経営破綻時点における店舗販売は、八王子アトリエ、FC店、正規販売店のみとなっていた。